# Quentin Witt
Pas d'image ? Cliquez ici

a Compétitions nationales et continentales officielles uniquement.

Dernière mise à jour le 29 mars 2025.
Quentin Witt, né le 16 mars 1990, est un joueur français de rugby à XV évoluant au poste de troisième ligne.

## Carrière
Quentin Witt commence le rugby en 2005 à l'âge de quinze ans dans le club de l'AC Bobigny 93 avec qui il commence sa carrière professionnelle en Fédérale 1 lors de la saison 2009-2010.
Entre 2010 et 2013, il évolue avec l'US Oyonnax, ne jouant que 7 matchs de Pro D2. Il est sacré champion de France de Pro D2 en 2013. Il évolue la majeure partie du temps avec le centre de formation.
En mai 2013, il reste en Pro D2 et s'engage avec l'US bressane avec qui il vit la descente en Fédérale 1 à l'issue de la saison 2013-2014. En quatre saisons, il dispute 62 matchs et inscrit 3 essais.
Il rejoint Soyaux Angoulême XV Charente en 2017. Pisté par le CA Brive, il prolonge son contrat en février 2019 pour deux saisons supplémentaires avec le club charentais. En mars 2021, il prolonge son contrat avec le club pour deux saisons supplémentaires. Il a été capitaine de l'équipe à plusieurs reprises. Lors de la saison 2020-2021, il finit meilleur plaqueur de Pro D2. En quatre saisons, il aura disputé 84 matchs de Pro D2 et inscrit 5 essais avec Soyaux Angoulême XV.
En août 2021, il quitte la Charente après quatre saisons pour rester en Pro D2 et s'engager avec Provence rugby en tant que joueur supplémentaire pour une saison. Il ne dispute que la saison 2021-2022 avec 25 matchs et 3 essais inscrits.
Il s'engage avec l'US Montauban à partir de la saison 2022-2023.
En 2024, il fait son retour à l'US bressane, en Nationale.

## Palmarès
- Vainqueur du Championnat de France de Pro D2 en 2013 avec l'US Oyonnax.